# Manínska vrchovina
Manínska vrchovina je geomorfologický podcelek Súľovských vrchů. Nachází se v západní části pohoří a nejvyšším vrcholem je Veľký Manín (891 m n. m.).

## Vymezení
Podcelek se nachází na západě a severu pohoří a ohraničuje ho na západě Podmanínska pahorkatina a Bytčianska kotlina (podcelky Považského podolia), na severovýchodě Nízké Javorníky (podcelek Javorníků ) a Žilinská pahorkatina (podcelek Žilinské kotliny ) a východním směrem pokračují Súľovské vrchy podcelkem Súľovské skály. Součástí území je geomorfologická část Maníny.  Území odvodňují přítoky Váhu .

## Významné vrcholy
- Veľký Manín (891 m n. m.)
- Malý Manín (813 m n. m.)
- Snoh (644 m n. m.)

## Chráněná území
V této části pohoří se nacházejí:
- Kostolecká tiesňava
- Manínská tiesňava
- Hričovská skalní jehla [2]